# Montereau-i csata
A montereau-i csata 1814. február 18-án zajlott le  Montereau környékén a Napóleon császár vezette francia és a württembergi herceg szövetséges (osztrák–württenbergi) erői között, az ütközetben franciák győztek.

## Előzmények
A hatnapos hadjárat sikereit követően(1814. február 10–14.) a szövetségesek Párizs felé nyomultak, Napóleon fő ereje déli felé Szajna tartott, ahol Karl Philipp Schwarzenberg herceg az osztrák főerőkkel a francia fővárost délkeletről fenyegette. A császár február 17-én, 30 mérföldre Párizstól Mormant-nál megállította az előrenyomulást, néhány francia egység 60 mérföldet és 36 órát menetelt, hogy elérje Mormant-t.  Ennek az akciónak a következtében, plusz a poroszok északon elszenvedett veresége miatt Schwarzenberg visszavonulást rendelt el. A herceg Württemberg seregét utóvédként hátrahagyta, hogy őrizze a Szajna és Yonne kulcspozícióban lévő helyét, Montereau-t.

## A csata
Napóleon Victor tábornok seregét rendelte Montereau-ba, de Belluno hercegének serege lassan mozgott, így időt adott Württembergnek, hogy gyorsan megerősítse pozícióit.Claude Pierre tábornok (Pajol grófja) lovasságának sikerült visszalöknie az előőrsöket, de csak kis eredményeket tudott elérni Victor tábornok gyalogságának támogatása nélkül.
Victor 18-án délelőtt 9 órakor érkezett meg Montereau-ba, a késlekedése miatt dühös császár leváltotta és a helyébe Étienne Maurice Gérard tábornokot nevezte ki. Gérard tüzérségi fölény kialakítására törekedett a védekező osztrákokkal szemben. Kora délután a Gárda tüzérsége megérkezett és a tüzérségi párharc elnémította Württemberg ágyúit és bombázta a falut. Délután háromkor a franciáknak  sikerült elfoglalni a település fő védelmi gerincét. Württemberg visszavonulást rendelt el, de arra az útra fordult, amit Claude Pierre tábornok lovassága ellenőrzött, akik kisöpörték a szövetségeseket a faluból. Sőt azt is sikerült megakadályozniuk, hogy a szövetségesek két kulcsfontosságú hidat felrobbantsanak.
Ennél a csatánál mondta Napóleon: „Gyerünk barátaim, ne féljetek, azt a golyót, ami leterít engem, még nem öntötték ki!”

## Következmények
A szövetségesek 6000 embert és 15 ágyút, a franciák 2500 embert vesztettek. Württemberg serege teljesen meghátrált, Schwarzenberg serege pedig keleti irányba, Troyes felé vánszorgott, teljes rendetlenségben.

## A csata szereplői

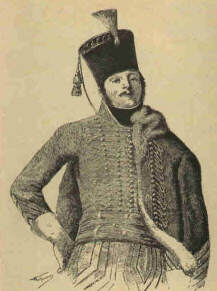
Claude Pierre tábornok, Pajol grófja
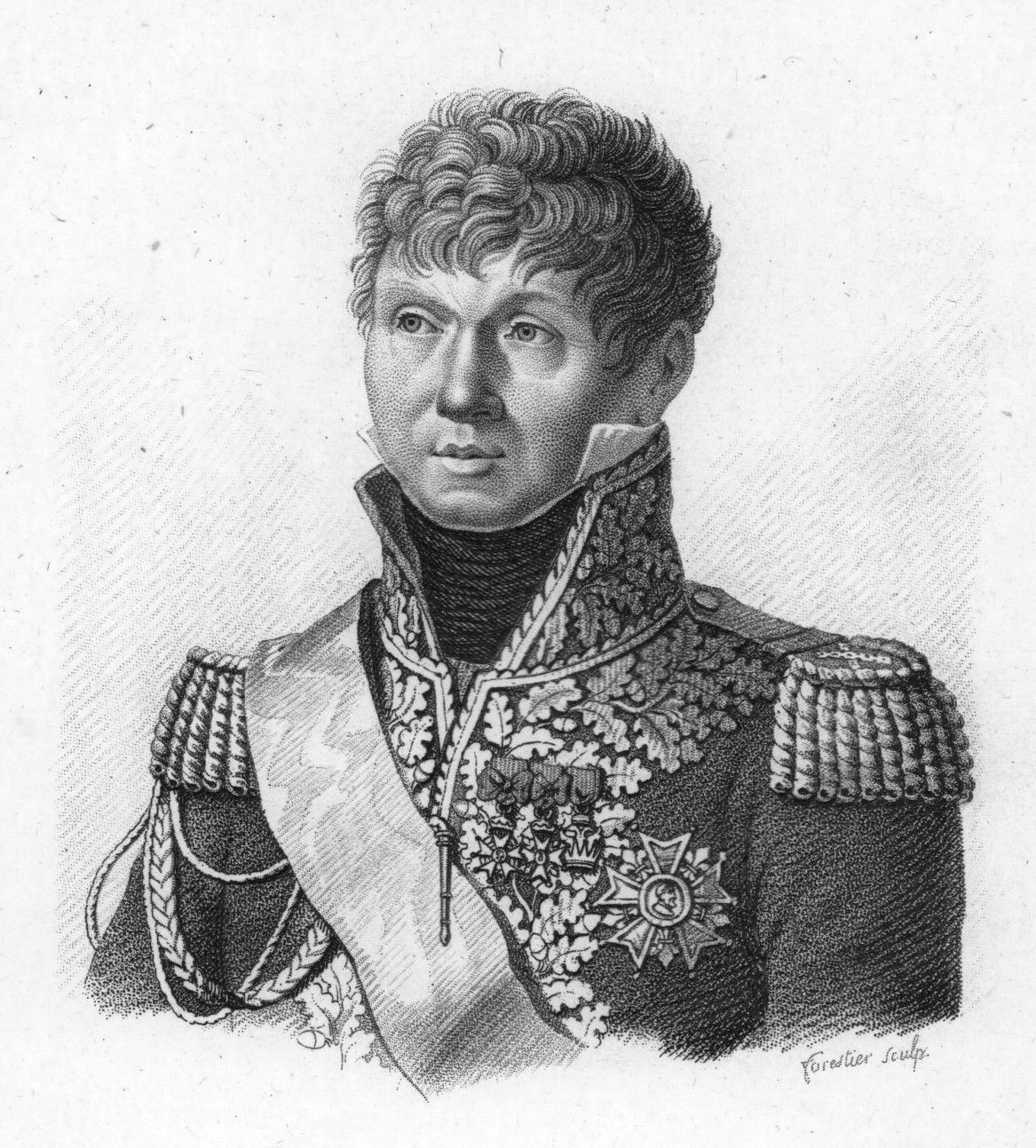
Claude Victor-Perrin, Belluno hercege
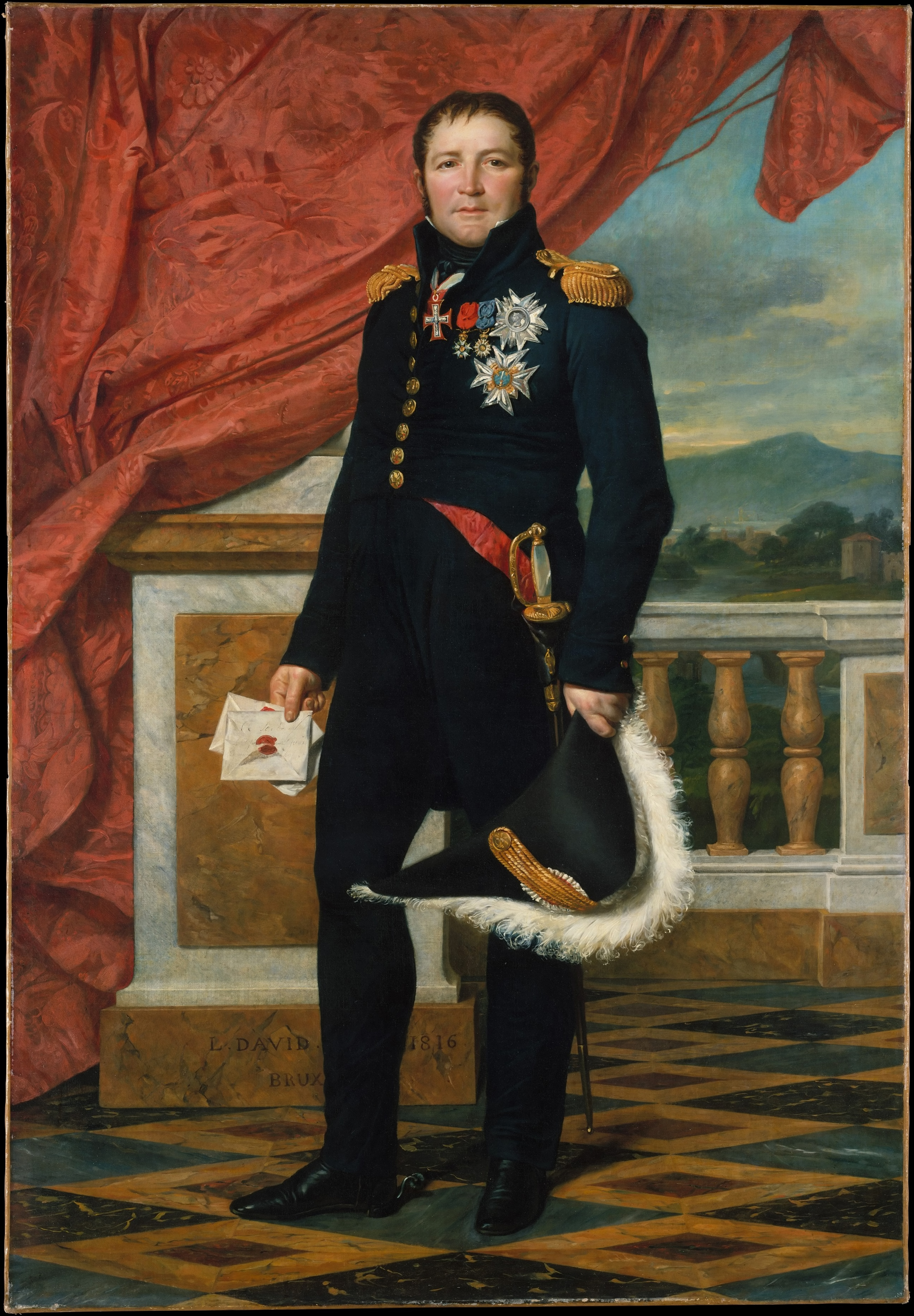
Gerard tábornok
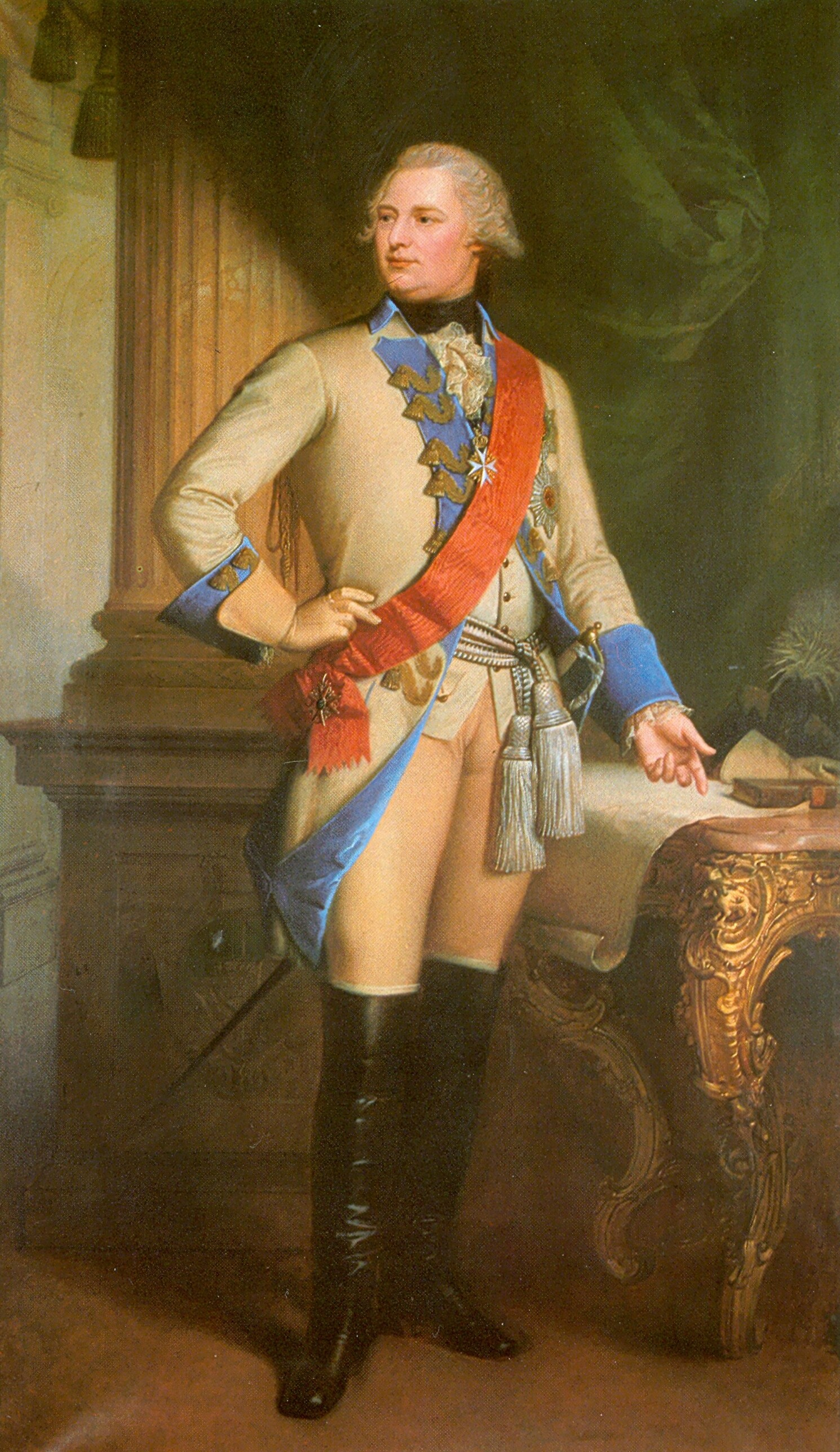
Württemberg hercege

## Fordítás
- Ez a szócikk részben vagy egészben a Battle of of Montereau című angol Wikipédia-szócikk fordításán alapul.  Az eredeti cikk szerkesztőit annak laptörténete sorolja fel. Ez a jelzés csupán a megfogalmazás eredetét és a szerzői jogokat jelzi, nem szolgál a cikkben szereplő információk forrásmegjelöléseként.